# عبد المجيد الحر
عبد المجيد الحر، شاعر وأديب ومؤلف من جبل عامل في جنوب لبنان، كتب في الشعر والأدب، والده الشيخ عبد الكريم الحر. 

## ولادته ونشأته
ولد في مدينة النجف في العام 1932 ميلادي، حيث كان والده مقيما هناك للدراسة. ثم عاد مع والده إلى جبل عامل في لبنان واستقرّ في جباع في العام 1937 ميلادي.
والده الشيخ عبد الكريم الحر، وجدّه لوالده الشيخ عبد الله الحر وهو عالم وأديب وشاعر.
درس المرحلة الابتدائية في مدرسة جباع الرسمية، ثم انتقل إلى بيروت مع والده وتابع دراسته المتوسطة والثانوية في مدرسة المقاصد الإسلامية. 

## دراسته وشهاداته
في العام 1973 ميلادي، نال إجازة في الأدب العربي من الجامعة اللبنانية.
في العام 1977 ميلادي، نال الماجستير في الأدب العربي من الجامعة اللبنانية عن بحث بعنوان (جباع وأثرها في الشعر العاملي).
في العام 1981 ميلادي، نال الدكتوراة من الجامعة اليسوعية عن بحث بعنوان (معالم الأدب العاملي).
في العام 1986 نال دكتوراة ثانية في الأدب العربي عن بحث أعدّه بعنوان (التيار الفكري في الشعر العاملي)
نال رتبة أستاذ جامعي في الجامعة اللبنانية. 

## عمله
عمل مدرسا ثانويا في بعض مدراس وثانويات لبنان. كما درّ س الأدب العربي في الجامعة اللبنانية مدة عشرين عاما  من سنة: 1976 إلى سنة 1996 حين أحيل على التقاعد.
عمل رئيسا للتحرير في مجلة العرفان منذ أول الثمانينيات من القرن العشرين وحتى منتصف الثمانينات محاولا النهوض من جديد بهذه المجلة.    

## مؤلفاته
كتب العديد من المقالات في مجلة العرفان، وله عدد من المؤلفات التي تربو على الثلاثين في الأدب، والشعر، واللغة، والبحوث في مختلف الميادين منها: 

### في الشعر
1. نداء الأعماق (مخطوط)
2. الدر المنثور (مخطوط)
3. منهل الروح
4. ترنيمة الأحرار
5. أرجوحة

### في الادب العربي
1. التيار الفكري في الشعر العاملي
2. جباع وأثرها في الشعر العاملي
3. معالم الأدب العاملي
4. شارك في تأليف سلسلة (أعلام الفكر العربي) الصادرة عن دار الفكر العربي في بيروت وكتب عن: الفرزدق، جرير، الأخطل، ابن المقفّع،أبو فراس الحمداني، ابن زيدون، صريع الغواني، ابن الرومي، أبو القاسم الشابي، خليل حاوي، إيليا أبو ماضي، أحمد رامي، أحمد شوقي، الأخطل الصغير.

### في علوم اللغة
له مؤلفات في علوم اللغة منها: 
1. موسوعة الإملاء
2. المعجمات والمجامع العربية

## وفاته
توفي في العام 2010 ميلادي.